# M’Bala Nzola
M’Bala Nzola (ur. 18 sierpnia 1996 w Buco-Zau) – angolski piłkarz grający na pozycji napastnika w klubie RC Lens, do którego jest wypożyczony z ACF Fiorentiny.

## Kariera juniorska
Nzola grał jako junior w Troyes AC (2010–2014) i Académica Coimbra (2014–2015).

## Kariera seniorska

### Troyes AC II
Nzola zagrał jeden mecz w rezerwach Troyes AC. Było to spotkanie przeciwko Sarreguemines FC, wygrane przez Troyes 2:1.

### Sertanense FC
Nzola przeszedł do Sertanense FC 17 sierpnia 2015. Debiut dla nich zaliczył 23 sierpnia 2015 w przegranym 1:2 spotkaniu przeciwko Caldas SC. Pierwszego gola strzelił 20 września 2015 w meczu z GD Águias do Moradal (2:2). Ostatecznie w barwach Sertanense FC Nzola wystąpił 25 razy zdobywając 7 bramek.

### Virtus Francavilla Calcio
Nzola przeniósł się do Virtus Francavilla Calcio 7 sierpnia 2016. Zadebiutował dla nich 30 września 2017 w starciu w ramach Pucharu Włoch z Imolese Calcio 1919 (wyg. 3:1), zdobywając wtedy też swoją pierwszą bramkę. Dla tego klubu Nzola rozegrał 39 meczów strzelając 13 goli.

### AC Carpi
Nzola trafił do AC Carpi 7 sierpnia 2017. Debiut dla nich zaliczył 12 sierpnia 2017 w meczu z Pucharu Włoch Salernitaną (3:3 k. 7:6), strzelając wtedy też swojego pierwszego gola. Ostatecznie w barwach AC Carpi Nzola wystąpił 16 razy zdobywając jedną bramkę.

### Trapani Calcio
Nzola został wypożyczony do Trapani Calcio 16 sierpnia 2018. Zadebiutował dla nich 11 sierpnia 2018 w starciu w ramach Pucharu Włoch z Piacenza Calcio 1919, zdobywając wtedy również swoją pierwszą bramkę. 1 lipca 2019 został definitywnie wykupiony przez Trapani Calcio. Łącznie dla tego klubu Nzola rozegrał 50 meczów strzelając 10 goli.

### Spezia Calcio
Nzola trafił na wypożyczenie do Spezii Calcio 13 stycznia 2020. Debiut dla nich zaliczył 19 stycznia 2020 w zremisowanym 1:1 spotkaniu przeciwko AS Cittadella. Pierwszego gola strzelił tydzień później w meczu z FC Crotone (wyg. 1:2). 7 października 2020 został definitywnie wykupiony przez Spezię Calcio. Ostatecznie w barwach tego klubu Nzola wystąpił 102 razy zdobywając 35 bramek.

### ACF Fiorentina
Nzola przeszedł do ACF Fiorentiny 9 sierpnia 2023. Zadebiutował w ich barwach 19 sierpnia 2023 w meczu z Genoą CFC (wyg. 1:4), notując wtedy też asystę. Pierwszą bramkę zdobył 2 października 2023 w wygranym 3:0 spotkaniu przeciwko Cagliari Calcio.

### RC Lens
Nzolę wypożyczono do RC Lens 10 sierpnia 2024. Debiut dla nich zaliczył 21 sierpnia w meczu ze Stade Rennais (1:1), strzelając wtedy też swojego pierwszego gola.

## Kariera reprezentacyjna
| Mecze i gole w reprezentacji | Mecze i gole w reprezentacji | Mecze i gole w reprezentacji | Mecze i gole w reprezentacji | Mecze i gole w reprezentacji | Mecze i gole w reprezentacji | Mecze i gole w reprezentacji | Mecze i gole w reprezentacji              |
| Angola                       | Angola                       | Angola                       | Angola                       | Angola                       | Angola                       | Angola                       | Angola                                    |
| Lp.                          | Data                         | Miejsce                      | Gospodarz                    | Gość                         | Wynik                        | Gol                          | Rozgrywki                                 |
| ---------------------------- | ---------------------------- | ---------------------------- | ---------------------------- | ---------------------------- | ---------------------------- | ---------------------------- | ----------------------------------------- |
| 1.                           | 25.03.2021                   | Bakau                        | Gambia                       | Angola                       | 1:0                          |                              | Puchar Narodów Afryki 2021 – kwalifikacje |
| 2.                           | 29.03.2021                   | Luanda                       | Angola                       | Gabon                        | 2:0                          |                              | Puchar Narodów Afryki 2021 – kwalifikacje |
| 3.                           | 12.11.2021                   | Luanda                       | Angola                       | Egipt                        | 2:2                          | Gol                          | Mistrzostwa Świata 2022 – eliminacje      |
| 4.                           | 01.06.2022                   | Luanda                       | Angola                       | Republika Środkowoafrykańska | 2:1                          | Gol                          | Puchar Narodów Afryki 2023 – kwalifikacje |
| 5.                           | 05.06.2022                   | Antananarywa                 | Madagaskar                   | Angola                       | 1:1                          |                              | Puchar Narodów Afryki 2023 – kwalifikacje |
| 6.                           | 23.03.2023                   | Kumasi                       | Ghana                        | Angola                       | 1:0                          |                              | Puchar Narodów Afryki 2023 – kwalifikacje |